# Джарава (язык, Андаманские острова)
Джарава — язык племени джарава, относящийся к южной группе андаманских языков. Распространён на островах Рутланд, Южный Андаман и Средний Андаман, в индийской союзной территории Андаманские и Никобарские острова. Количество говорящих — 340 человек. Язык джарава — один из немногих сохранившихся коренных языков Андаманских островов.